# Campionati del mondo di ciclismo su strada 2015 - Gara in linea maschile Elite
La gara in linea maschile Elite dei Campionati del mondo di ciclismo su strada 2015 si svolse il 27 settembre 2015 sulle strade di Richmond, negli Stati Uniti. La lunghezza del circuito era di 16,2 chilometri da ripetersi 16 volte, per un totale di 259,2 chilometri.

## Percorso
Si tratta di un circuito cittadino essenzialmente pianeggiante che si snoda attraverso la città di Richmond. Comprende due "muri" in pavé di porfido, nello stile delle classiche del Nord Europa e di un arrivo su un rettilineo in leggera salita.
La partenza sarà posta al capo ovest della città, in Monument Avenue, un viale alberato con piante secolari, riconosciuto come uno dei "10 viali più belli degli States". Da qui è un susseguirsi di ampi viali inframezzati da due improvvise deviazioni che portano a scavalcare il quartiere di Uptown percorrendo due "muri". Gli ultimi 3 chilometri sono in completa pianura tranne il rettilineo d'arrivo, in Broad Street, che è in leggera pendenza ed è lungo poco meno di 700 metri.
La lunghezza del circuito è di 16,2 chilometri con un dislivello di 238 metri per giro.
Il processo di progettazione del tracciato e la scelta delle strade da percorrere è iniziato nell'estate del 2011. Sono stati considerati tre fattori principali: l'aspetto competitivo e tecnico, l'esposizione del paesaggio della città e l'impatto complessivo sui residenti locali e sulle imprese. Dopo il nulla osta da parte dei funzionari dell'UCI, all'inizio del 2014 hanno preso il via i lavori di sistemazione del percorso che è stato utilizzato la prima volta durante i campionati nazionali americani, nel maggio 2014.

## Squadre e corridori partecipanti
| N.      | Cod. | Squadra         |
| ------- | ---- | --------------- |
| 1-6     | POL  | Polonia         |
| 7-15    | ESP  | Spagna          |
| 16-24   | COL  | Colombia        |
| 25-32   | GBR  | Gran Bretagna   |
| 33-41   | ITA  | Italia          |
| 42-50   | BEL  | Belgio          |
| 51-59   | NLD  | Paesi Bassi     |
| 60-68   | FRA  | Francia         |
| 65-73   | AUS  | Australia       |
| 74-81   | DEU  | Germania        |
| 87-92   | NOR  | Norvegia        |
| 91-96   | PRT  | Portogallo      |
| 96-102  | CZE  | Repubblica Ceca |
| 103-108 | SVN  | Slovenia        |
| 109-111 | CHE  | Svizzera        |
| 112-117 | UKR  | Ucraina         |
| 118-123 | RUS  | Russia          |
| 124-129 | DNK  | Danimarca       |
| 130-132 | NZL  | Nuova Zelanda   |
| 133-135 | AUT  | Austria         |
| 136-138 | ZAF  | Sudafrica       |
| 139-144 | CAN  | Canada          |

| N.      | Cod. | Squadra       |
| ------- | ---- | ------------- |
| 145-147 | BLR  | Bielorussia   |
| 148     | ERI  | Eritrea       |
| 149-150 | ARG  | Argentina     |
| 151-156 | USA  | Stati Uniti   |
| 157-159 | LTU  | Lituania      |
| 160-161 | BRA  | Brasile       |
| 162-164 | KAZ  | Kazakistan    |
| 165-166 | EST  | Estonia       |
| 167-169 | JPN  | Giappone      |
| 170-171 | HRV  | Croazia       |
| 172-173 | IRL  | Irlanda       |
| 174     | ECU  | Ecuador       |
| 175     | LVA  | Lettonia      |
| 176     | GRC  | Grecia        |
| 177-179 | SVK  | Slovacchia    |
| 180     | CHI  | Cile          |
| 181-183 | CRC  | Costa Rica    |
| 184     | SRB  | Serbia        |
| 185-186 | KOR  | Corea del Sud |
| 187     | ROU  | Romania       |
| 188     | GTM  | Guatemala     |
| 189-191 | LUX  | Lussemburgo   |

## Ordine d'arrivo (Top 10)
| Pos. | Corridore            | Squadra    | Tempo    |
| ---- | -------------------- | ---------- | -------- |
| 1    | Peter Sagan          | Slovacchia | 6h14'37" |
| 2    | Michael Matthews     | Australia  | a 3"     |
| 3    | Ramūnas Navardauskas | Lituania   | s.t.     |
| 4    | Alexander Kristoff   | Norvegia   | s.t.     |
| 5    | Alejandro Valverde   | Spagna     | s.t.     |
| 6    | Simon Gerrans        | Australia  | s.t.     |
| 7    | Tony Gallopin        | Francia    | s.t.     |
| 8    | Michał Kwiatkowski   | Polonia    | s.t.     |
| 9    | Rui Costa            | Portogallo | s.t.     |
| 10   | Philippe Gilbert     | Belgio     | s.t.     |